# Liste der Kulturdenkmale in Arnstadt
In der Liste der Kulturdenkmale in Arnstadt sind die Kulturdenkmale der thüringischen Kreisstadt Arnstadt (Ilm-Kreis) und ihrer Ortsteile aufgelistet. Mögliche Kulturdenkmale auf dem Gebiet der ehemaligen Gemeinde Wipfratal fehlen.

## Legende
- Bild: zeigt ein Bild des Kulturdenkmals und gegebenenfalls einen Link zu weiteren Fotos des Kulturdenkmals im Medienarchiv Wikimedia Commons
- Bezeichnung: Name, Bezeichnung oder die Art des Kulturdenkmals
- Lage: Wenn vorhanden Straßenname und Hausnummer des Kulturdenkmals; Grundsortierung der Liste erfolgt nach dieser Adresse. Der Link Karte führt zu verschiedenen Kartendarstellungen und nennt die Koordinaten des Kulturdenkmals.
 Kartenansicht, um Koordinaten zu setzen – in dieser Kartenansicht sind Kulturdenkmale ohne Koordinaten mit einem roten bzw. orangen Marker dargestellt und können in der Karte gesetzt werden. Kulturdenkmale ohne Bild sind mit einem blauen bzw. roten Marker gekennzeichnet, Kulturdenkmale mit Bild mit einem grünen bzw. orangen Marker.
- Datierung: gibt das Jahr der Fertigstellung beziehungsweise das Datum der Erstnennung oder den Zeitraum der Errichtung an
- Beschreibung: bauliche und geschichtliche Einzelheiten des Kulturdenkmals, vorzugsweise die Denkmaleigenschaften
- ID: Die ID identifiziert das Kulturdenkmal eindeutig. In Thüringen sind aktuell keine IDs veröffentlicht. In der ID-Spalte kann sich auch folgendes Icon  befinden, dies führt zu Angaben zu diesem Kulturdenkmal bei Wikidata.

## Arnstadt
Stand: 7. Januar 2025

| Bild                                    | Bezeichnung                                                                                 | Lage                                 | Datierung       | Beschreibung | ID |
| --------------------------------------- | ------------------------------------------------------------------------------------------- | ------------------------------------ | --------------- | --- | -- |
| weitere Bilder Fotos hochladen          | Denkmal für Gefallene des Mathematikvereins                                                 | Alteburg (Karte)                     | 1926            | |    |
| weitere Bilder Fotos hochladen          | Alteburgturm                                                                                | Alteburg (Karte)                     | 1902            | Der Alteburgturm ist ein 1902 eingeweihter Turm und steht auf dem Berg Alteburg. |    |
| weitere Bilder Fotos hochladen          | Christi Himmelfahrt                                                                         | Alter Friedhof (Karte)               |                 | |    |
| Fotos hochladen                         | Totengräberhaus                                                                             | Alter Friedhof (Karte)               |                 | |    |
| weitere Bilder Fotos hochladen          | Grabmal Willibald Alexis                                                                    | Alter Friedhof                       |                 | |    |
| weitere Bilder Fotos hochladen          | Grabstätte Familie John (Marlitt)                                                           | Alter Friedhof                       |                 | |    |
| Fotos hochladen                         | Ehrenmal für die Opfer des Faschismus                                                       | Alter Friedhof                       |                 | |    |
| Fotos hochladen                         | Judenstele                                                                                  | Alter Friedhof                       |                 | |    |
| weitere Bilder Fotos hochladen          | Wasserturm                                                                                  | Am Bahnhof                           |                 | |    |
| weitere Bilder Fotos hochladen          | Hotel zur Krone, Fassade, Treppe, Foyer                                                     | Am Bahnhof 8 (Karte)                 |                 | |    |
| Fotos hochladen                         | Villa                                                                                       | Am Häckerstieg 11 (Karte)            |                 | |    |
| Fotos hochladen                         | Brauereigebäude, ehemalige Felsenkeller-Brauerei, Ensemble                                  | Am Häckerstieg 12 (Karte)            |                 | |    |
| Fotos hochladen                         | Wohnhaus mit Grundstückseinfriedung (11/99)                                                 | Am Mispelgütchen 1a (Karte)          |                 | |    |
| Fotos hochladen                         | Schule                                                                                      | Am Plan 1 (Karte)                    |                 | |    |
| Fotos hochladen                         | ehemaliges Waisenhaus                                                                       | Am Plan 2 (Karte)                    |                 | |    |
| Fotos hochladen                         | ehemaliger Kindergarten                                                                     | An der Brunnenkunst 1 (Karte)        |                 | |    |
| Fotos hochladen                         | Haus (mit Resten der Keller)                                                                | An der Brunnenkunst 3 (Karte)        |                 | |    |
| weitere Bilder Fotos hochladen          | Liebfrauenkirche mit Ausstattung                                                            | An der Liebfrauenkirche (Karte)      |                 | |    |
| Fotos hochladen                         | Haus                                                                                        | An der Liebfrauenkirche 1 (Karte)    |                 | |    |
| weitere Bilder Fotos hochladen          | Prinzenhof mit Ummauerung                                                                   | An der Liebfrauenkirche 2 (Karte)    |                 | |    |
| BW                                      | Haustür                                                                                     | An der Liebfrauenkirche 3 (Karte)    |                 | |    |
| weitere Bilder Fotos hochladen          | Papiermühle                                                                                 | An der Liebfrauenkirche 4 (Karte)    | 1633            | |    |
| BW                                      | Haustür                                                                                     | An der Liebfrauenkirche 5 (Karte)    |                 | |    |
| weitere Bilder Fotos hochladen          | Bachkirche                                                                                  | An der Neuen Kirche (Karte)          |                 | |    |
| Fotos hochladen                         | Brunnen                                                                                     | An der Neuen Kirche (Karte)          |                 | |    |
| Fotos hochladen                         | Haus                                                                                        | An der Neuen Kirche 10 (Karte)       |                 | ehemaliges Denkmal |    |
| Fotos hochladen                         | Haus                                                                                        | An der Neuen Kirche 14 (Karte)       |                 | |    |
| Fotos hochladen                         | Waidhaus                                                                                    | An der Weiße 3 (Karte)               |                 | |    |
| Fotos hochladen                         | Haus                                                                                        | An der Weiße 18 (Karte)              |                 | |    |
| Fotos hochladen                         | Gerberhaus                                                                                  | An der Weiße 36 (Karte)              |                 | |    |
| weitere Bilder Fotos hochladen          | Wasserturm                                                                                  | Arnsberg (Karte)                     | 1926            | |    |
| Fotos hochladen                         | ehemaliges Totengräberhaus                                                                  | Bahnhofstraße 2a (Karte)             |                 | |    |
| Fotos hochladen                         | ehemaliges Forsthaus, mit schmiedeeiserner Grundstückseinfriedung                           | Bahnhofstraße 21 (Karte)             |                 | |    |
| Fotos hochladen                         | Wohnanlage mit ehemaligem Arbeitsamt und Feuerwehrhaus                                      | Bärwinkelstraße 4, 6, 8, 10 (Karte)  | 1928            | (mit Oberbaurat-Acker-Straße 5, 7, 8, 9, 10, 11, 12, 13, 14, 15, 16, 18) |    |
| Fotos hochladen                         | Wohnhaus                                                                                    | Eichfelder Weg 16 (Karte)            |                 | |    |
| Fotos hochladen                         | Haus                                                                                        | Erfurter Straße 9 (Karte)            |                 | ehemaliges Denkmal |    |
| Fotos hochladen                         | Haus                                                                                        | Erfurter Straße 10 (Karte)           |                 | |    |
| Fotos hochladen                         | Haus                                                                                        | Erfurter Straße 12 (Karte)           |                 | |    |
| Fotos hochladen                         | Haus                                                                                        | Erfurter Straße 14 (Karte)           |                 | |    |
| Fotos hochladen                         | Haus                                                                                        | Erfurter Straße 15 (Karte)           |                 | |    |
| Fotos hochladen                         | Haus                                                                                        | Erfurter Straße 19 (Karte)           |                 | |    |
| Fotos hochladen                         | St.-Georg-Hospital                                                                          | Erfurter Straße 39 (Karte)           |                 | |    |
| Fotos hochladen                         | Haus (Wenderoth, Heyer, Behrendt)                                                           | Erfurter Straße 40 (Karte)           |                 | |    |
| weitere Bilder Fotos hochladen          | Hopfenbrunnen                                                                               | Erfurter Straße (Karte)              |                 | |    |
| Fotos hochladen                         | Bereich Fasanengarten, Wohnanlage                                                           | Fasanengarten 1–9 (Karte)            | 1923            | |    |
| Fotos hochladen                         | Portal (zur Längwitzer Mauer)                                                               | Fasanengarten (Karte)                |                 | |    |
| Fotos hochladen                         | Katharinenbrunnen                                                                           | Fasanengarten (Karte)                |                 | |    |
| Fotos hochladen                         | Haus                                                                                        | Fleischgasse 17 (Karte)              |                 | ehemaliges Denkmal |    |
| Fotos hochladen                         | Haus                                                                                        | Friedensstraße 5 (Karte)             |                 | ehemaliges Denkmal |    |
| Fotos hochladen                         | Haus                                                                                        | Gothaer Straße 2 (Karte)             |                 | |    |
| Fotos hochladen                         | Villa                                                                                       | Hohe Mauer 4 (Karte)                 |                 | |    |
| Fotos hochladen                         | Hirtenhaus                                                                                  | Hohe Mauer 6 (Karte)                 |                 | ehemaliges Denkmal |    |
| Fotos hochladen                         | Haus                                                                                        | Hersfelder Straße 1                  |                 | Treppenhaus mit Jugendstilmalerei |    |
| Fotos hochladen                         | Wohn- und Geschäftshaus mit Hofgebäuden, Bäckerei Fischer                                   | Holzmarkt 6 (Karte)                  |                 | |    |
| Fotos hochladen                         | Wohn- und Geschäftshaus Henneberg                                                           | Holzmarkt 7 (Karte)                  |                 | |    |
| Fotos hochladen                         | Haus                                                                                        | Holzmarkt 10 (Karte)                 |                 | |    |
| Fotos hochladen                         | Haus                                                                                        | Holzmarkt 17 (Karte)                 |                 | Haus „Zur Tanne“ |    |
| Fotos hochladen                         | Haus                                                                                        | Holzmarkt 19 (Karte)                 |                 | ehemaliges Denkmal |    |
| weitere Bilder Fotos hochladen          | Holzmarktbrunnen                                                                            | Holzmarkt (Karte)                    |                 | |    |
| Fotos hochladen                         | Villa                                                                                       | Ichtershäuser Straße 2 (Karte)       |                 | |    |
| BW                                      | Pavillon                                                                                    | Ilmenauer Straße 30 (Karte)          |                 | |    |
| weitere Bilder Fotos hochladen          | Jacobskirchturm                                                                             | Jakobsgasse (Karte)                  |                 | |    |
| Direkt Bild zu diesem Denkmal hochladen | Haustür                                                                                     | Jakobsgasse 2                        |                 | |    |
| Fotos hochladen                         | Wohnhaus Kaspar Bach                                                                        | Jakobsgasse 13 (Karte)               |                 | |    |
| Fotos hochladen                         | Wohnhaus Kaspar Bach                                                                        | Jakobsgasse 15 (Karte)               |                 | |    |
| weitere Bilder Fotos hochladen          | Gedenkstätte der Opfer des Faschismus                                                       | Jonastal                             |                 | |    |
| Fotos hochladen                         | Haus                                                                                        | Karolinenstraße 2 (Karte)            |                 | |    |
| BW                                      | Haus                                                                                        | Karolinenstraße 3 (Karte)            |                 | |    |
| Fotos hochladen                         | Haus                                                                                        | Karolinenstraße 7 (Karte)            |                 | |    |
| Fotos hochladen                         | Haus                                                                                        | Karolinenstraße 11 (Karte)           |                 | ehemaliges Denkmal |    |
| Fotos hochladen                         | Schulgebäude                                                                                | Kasseler Straße 10 (Karte)           |                 | ehemaliges Denkmal, ehem. Polytechnikum |    |
| Fotos hochladen                         | Wohnhaus                                                                                    | Klausstraße 13 (Karte)               |                 | ehemaliges Denkmal |    |
| Fotos hochladen                         | Haus                                                                                        | Kirchgasse 1 (Karte)                 |                 | |    |
| weitere Bilder Fotos hochladen          | Wohn- und Geschäftshaus mit Hofgebäude                                                      | Kohlenmarkt 8 (Karte)                |                 | |    |
| Fotos hochladen                         | Haus                                                                                        | Kohlenmarkt 20 (Karte)               |                 | |    |
| Fotos hochladen                         | Wohn- und Geschäftshaus                                                                     | Kohlgasse 1, 3, 5 (Karte)            |                 | |    |
| Fotos hochladen                         | Hofanlage                                                                                   | Kohlgasse 2b (Karte)                 |                 | Hülsemannhaus |    |
| weitere Bilder Fotos hochladen          | Wohnhaus mit Nebengebäude                                                                   | Kohlgasse 4 (Karte)                  |                 | Haus „Zum Falkenstein“ |    |
| Fotos hochladen                         | Haus                                                                                        | Kohlgasse 6 (Karte)                  |                 | |    |
| weitere Bilder Fotos hochladen          | Haus                                                                                        | Kohlgasse 7 (Karte)                  |                 | Christoph und J. Ernst Bach |    |
| Fotos hochladen                         | Haus                                                                                        | Kohlgasse 8 (Karte)                  |                 | |    |
| Fotos hochladen                         | Haus                                                                                        | Kohlgasse 11 (Karte)                 |                 | |    |
| Fotos hochladen                         | Haus (Haustür)                                                                              | Kohlgasse 15 (Karte)                 |                 | |    |
| weitere Bilder Fotos hochladen          | Altes Rektorat                                                                              | Kohlgasse 17 (Karte)                 |                 | |    |
| Fotos hochladen                         | Wohn- und Geschäftshaus mit Hofgebäude                                                      | Längwitzer Straße 3 (Karte)          |                 | Gerberhaus |    |
| Fotos hochladen                         | Hofanlage                                                                                   | Längwitzer Straße 11 (Karte)         |                 | Mühlhof |    |
| Fotos hochladen                         | Hofanlage                                                                                   | Längwitzer Straße 13 (Karte)         |                 | Wacholderbaum |    |
| Fotos hochladen                         | Haus                                                                                        | Längwitzer Straße 18 (Karte)         |                 | |    |
| Fotos hochladen                         | Wohnhaus                                                                                    | Längwitzer Straße 19 (Karte)         |                 | |    |
| Fotos hochladen                         | Haus und Teile der Fasanengarten-Mauer, Wappen                                              | Längwitzer Straße 22 (Karte)         |                 | |    |
| Fotos hochladen                         | Amtsgericht                                                                                 | Längwitzer Straße 26 (Karte)         |                 | |    |
| Fotos hochladen                         | Haus                                                                                        | Ledermarkt 1 (Karte)                 |                 | |    |
| Fotos hochladen                         | Ratsklause                                                                                  | Ledermarkt 3 (Karte)                 |                 | ehemaliges Denkmal |    |
| Fotos hochladen                         | Haus                                                                                        | Ledermarkt 5 (Karte)                 |                 | |    |
| Fotos hochladen                         | Wohn- und Geschäftshaus                                                                     | Ledermarkt 7 (Karte)                 |                 | Haus „Zur Krone“ |    |
| Fotos hochladen                         | Haus                                                                                        | Ledermarktgasse 1 (Karte)            |                 | |    |
| Fotos hochladen                         | Wohn- und Geschäftshaus                                                                     | Lessingstraße 20 (Karte)             |                 | |    |
| Fotos hochladen                         | Wohn- und Geschäftshaus                                                                     | Lindenallee 2 (Karte)                |                 | |    |
| Fotos hochladen                         | Bankhaus Arnstadt                                                                           | Lindenallee 3a (Karte)               | 1902            | Das 1902 erbaute Bankhaus im Jugendstil war mit über 100-jähriger Bankentradition prägend für Arnstadt. An der Adresse waren sechs verschiedene Institute ansässig. Nach dem Erbauer des Bankhauses, der Arnstädter Bank, von Külmer, Czarnikow & Comp. folgte die Privatbank zu Gotha, die Deutsche Bank, die DDR Staatsbank, die Dresdner Bank AG, die mit der Commerzbank AG fusionierte. Heute ist das Gebäude ein modernes Büro und Geschäftshaus. Hintergründe zur Geschichte: Bankhaus Arnstadt |    |
| Fotos hochladen                         | Schule                                                                                      | Lindenallee 10 (Karte)               |                 | |    |
| weitere Bilder Fotos hochladen          | Denkmal für Willibald Alexis                                                                | Lindenallee (Karte)                  |                 | |    |
| Fotos hochladen                         | Villa Minner                                                                                | Lohmühlenweg 2 (Karte)               | 1910            | 1910 von Paul Schultze-Naumburg |    |
| Fotos hochladen                         | Haus                                                                                        | Lohmühlenweg 3 (Karte)               |                 | |    |
| Fotos hochladen                         | Haus                                                                                        | Lohmühlenweg 4 (Karte)               |                 | gehört zum Denkmalensamble südliche Stadterweiterung |    |
| Fotos hochladen                         | Haus                                                                                        | Lohmühlenweg 10 (Karte)              |                 | gehört zum Denkmalensamble südliche Stadterweiterung |    |
| Fotos hochladen                         | Haus                                                                                        | Lohmühlenweg 17 (Karte)              |                 | |    |
| Fotos hochladen                         | Haus (Herda)                                                                                | Lohmühlenweg 23 (Karte)              |                 | |    |
| Fotos hochladen                         | Villa (Schnell)                                                                             | Lohmühlenweg 25 (Karte)              |                 | |    |
| Fotos hochladen                         | Rathaus (Postamt)                                                                           | Markt 1 (Karte)                      |                 | 1882 von Architekt Prof. Hubert Stier (1838–1907) aus Hannover |    |
| weitere Bilder Fotos hochladen          | Rathaus                                                                                     | Markt 2 (Karte)                      |                 | |    |
| weitere Bilder Fotos hochladen          | Haus                                                                                        | Markt 3 (Karte)                      | 1589            | Haus „Zum Palmbaum“ |    |
| Fotos hochladen                         | Haus                                                                                        | Markt 4 (Karte)                      |                 | Haus „Zum Osterlamm“ |    |
| Fotos hochladen                         | Haus                                                                                        | Markt 6 (Karte)                      |                 | Haus „Zum grimmen Löwen“ |    |
| Fotos hochladen                         | Haus                                                                                        | Markt 7 (Karte)                      |                 | |    |
| Fotos hochladen                         | Wohn- und Geschäftshaus                                                                     | Markt 8 (Karte)                      |                 | mit Hofgebäuden und Apothekeneinrichtung |    |
| Fotos hochladen                         | Hofanlage                                                                                   | Markt 9 (Karte)                      |                 | |    |
| Fotos hochladen                         | Haustür                                                                                     | Markt 10 (Karte)                     |                 | |    |
| weitere Bilder Fotos hochladen          | Haus                                                                                        | Markt 11 (Karte)                     |                 | Haus „Güldener Greif“ |    |
| weitere Bilder Fotos hochladen          | Haus                                                                                        | Markt 12–15 (Karte)                  |                 | |    |
| Fotos hochladen                         | Wohn- und Geschäftshaus                                                                     | Marktstraße 11 (Karte)               |                 | Wohn- und Geschäftshaus „Zur Rosenburg“ |    |
| weitere Bilder Fotos hochladen          | Villa Marlitt                                                                               | Marlittstraße 9 (Karte)              |                 | |    |
| Fotos hochladen                         | Haus                                                                                        | Marlittstraße 11 (Karte)             |                 | |    |
| Fotos hochladen                         | Villa                                                                                       | Marlittstraße 11a (Karte)            |                 | |    |
| Fotos hochladen                         | Villa mit Einfriedung und Stützmauer                                                        | Marlittstraße 17 (Karte)             |                 | |    |
| Fotos hochladen                         | Haus und Fabrikgebäude mit Einfriedung an der Marlittstraße / Plauesche Straße              | Marlittstraße 19 (Karte)             |                 | |    |
| Fotos hochladen                         | Wohnhaus mit Nebengebäuden                                                                  | Mittelgasse 1 (Karte)                |                 | ehemaliges Denkmal |    |
| BW                                      | Haustür                                                                                     | Mittelgasse 7 (Karte)                |                 | |    |
| Fotos hochladen                         | Wohnhaus und Nebengebäude                                                                   | Mittelgasse 14 (Karte)               |                 | |    |
| Fotos hochladen                         | Haus und Fabrikgebäude mit Einfriedung, Einfriedung an der Marlittstraße / Plauesche Straße | Mittelgasse 19 (Karte)               |                 | ehemaliges Denkmal |    |
| Fotos hochladen                         | Villa mit Garten / Blaudruck-Villa                                                          | Mühlweg 4 (Karte)                    |                 | |    |
| weitere Bilder Fotos hochladen          | Friedhofsanlage (Denkmalensemble)                                                           | Neuer Friedhof (Karte)               |                 | Umfassungsmauer, eiserne Tore, Feierhalle mit Verwaltungsgebäude und Krematorium, sowjetischer Ehrenfriedhof, jüdischer Friedhof, Verkaufspavillon des ehemaligen Blumengeschäftes Herda, Grabsteine etc. |    |
| BW                                      | Wohnhaus                                                                                    | Neutorgasse 4 (Karte)                |                 | |    |
| Fotos hochladen                         | Ensemble Oberbaurat-Acker-Straße                                                            | Oberbaurat-Acker-Straße 5–18 (Karte) | 1928            | |    |
| weitere Bilder Fotos hochladen          | ehemaliges Brauereigebäude                                                                  | Parkweg 2 (Karte)                    |                 | |    |
| weitere Bilder Fotos hochladen          | Oberkirche mit Ausstattung                                                                  | Pfarrhof (Karte)                     |                 | |    |
| weitere Bilder Fotos hochladen          | Haus                                                                                        | Pfarrhof 1 (Karte)                   |                 | |    |
| Fotos hochladen                         | Haus                                                                                        | Pfarrhof 2/4 (Karte)                 |                 | |    |
| Fotos hochladen                         | Haus                                                                                        | Pfarrhof 3/5 (Karte)                 |                 | |    |
| Fotos hochladen                         | Haus                                                                                        | Pfarrhof 4 (Karte)                   |                 | |    |
| Fotos hochladen                         | Haus                                                                                        | Pfarrhof 6 (Karte)                   |                 | |    |
| Fotos hochladen                         | Haus                                                                                        | Pfarrhof 8 (Karte)                   |                 | |    |
| Fotos hochladen                         | Haus                                                                                        | Pfarrhof 10 (Karte)                  |                 | |    |
| Fotos hochladen                         | Haus                                                                                        | Pfarrhof 12 (Karte)                  |                 | |    |
| Fotos hochladen                         | Haus                                                                                        | Pfarrhof 14 (Karte)                  |                 | |    |
| weitere Bilder Fotos hochladen          | Brunnen                                                                                     | Pfarrhof (Karte)                     |                 | |    |
| Fotos hochladen                         | Haus (Wahllosung)                                                                           | Pfortenstraße 37 (Karte)             |                 | |    |
| Fotos hochladen                         | Haus mit Einfriedung                                                                        | Plauesche Straße 2 (Karte)           |                 | |    |
| weitere Bilder Fotos hochladen          | Gedenktafel                                                                                 | Plauesche Straße 3 (Karte)           |                 | |    |
| weitere Bilder Fotos hochladen          | Haus mit Parkanlage                                                                         | Plauesche Straße 4 (Karte)           |                 | |    |
| weitere Bilder Fotos hochladen          | Gedenkstein Riedquelle                                                                      | Plauesche Straße 7 (Karte)           |                 | |    |
| Fotos hochladen                         | Haus                                                                                        | Plauesche Straße 7 (Karte)           |                 | |    |
| Fotos hochladen                         | Haus                                                                                        | Plauesche Straße 10 (Karte)          |                 | ehemaliges Denkmal |    |
| Direkt Bild zu diesem Denkmal hochladen | Haus                                                                                        | Plauesche Straße 19                  |                 | |    |
| weitere Bilder Fotos hochladen          | ehemaliger Milchhof                                                                         | Quenselstraße 16 (Karte)             | 1929            | |    |
| Fotos hochladen                         | Haus                                                                                        | Rankestraße 2 (Karte)                |                 | |    |
| Fotos hochladen                         | Wohn- und Geschäftshaus                                                                     | Rankestraße 18 (Karte)               |                 | |    |
| weitere Bilder Fotos hochladen          | ehemaliges Bahnbetriebswerk                                                                 | Rehestädter Weg (Karte)              |                 | Lokomotivschuppen |    |
| weitere Bilder Fotos hochladen          | Schulgebäude                                                                                | Richard-Wagner-Straße 6 (Karte)      |                 | „Arnsberg-Schule“, 1910 von Schilling & Graebner |    |
| Fotos hochladen                         | Haus                                                                                        | Ried 1 (Karte)                       |                 | Haus „Zum Brandopfer“ |    |
| weitere Bilder Fotos hochladen          | Wohn- und Geschäftshaus                                                                     | Ried 2 (Karte)                       | 1524            | Haus „Zum Bären“ |    |
| Fotos hochladen                         | Haus                                                                                        | Ried 7 (Karte)                       |                 | |    |
| weitere Bilder Fotos hochladen          | Haus                                                                                        | Ried 9 (Karte)                       | ca. 15. Jhdt.   | Haus „Zum Christophorus“ |    |
| weitere Bilder Fotos hochladen          | Haus                                                                                        | Ried 10 (Karte)                      |                 | |    |
| Fotos hochladen                         | Haus                                                                                        | Ried 11 (Karte)                      |                 | |    |
| Fotos hochladen                         | Haus                                                                                        | Ried 14 (Karte)                      |                 | |    |
| Fotos hochladen                         | Haus                                                                                        | Ried 17 (Karte)                      |                 | |    |
| Fotos hochladen                         | Industriegebäude                                                                            | Riedmauer 1a (Karte)                 |                 | mit Fleischgasse 21, ENAG |    |
| weitere Bilder Fotos hochladen          | Haus                                                                                        | Riedmauer 14 (Karte)                 |                 | gehört zur Stadtbefestigung |    |
| weitere Bilder Fotos hochladen          | Neptungrotte                                                                                | Ritterstraße (Karte)                 |                 | |    |
| Fotos hochladen                         | Haus (Schellhorn)                                                                           | Ritterstraße 3/5 (Karte)             |                 | |    |
| Fotos hochladen                         | Wohn- und Geschäftshaus mit Hofgebäude                                                      | Ritterstraße 7 (Karte)               |                 | |    |
| Fotos hochladen                         | ehemaliges Postamt                                                                          | Ritterstraße 8 (Karte)               |                 | |    |
| Fotos hochladen                         | Haus                                                                                        | Ritterstraße 9 (Karte)               |                 | |    |
| Fotos hochladen                         | Haus                                                                                        | Ritterstraße 10 (Karte)              |                 | |    |
| weitere Bilder Fotos hochladen          | Landratsamt                                                                                 | Ritterstraße 14 (Karte)              |                 | |    |
| Fotos hochladen                         | Untergeschoss des ehemaligen Haftgebäudes                                                   | Ritterstraße 14                      |                 | |    |
| weitere Bilder Fotos hochladen          | Kemenate                                                                                    | Rosenstraße (Karte)                  |                 | |    |
| Fotos hochladen                         | Haus                                                                                        | Rosenstraße 19, 21, 23 (Karte)       |                 | |    |
| Fotos hochladen                         | Gebäude                                                                                     | Rosenstraße 45 (Karte)               |                 | |    |
| Fotos hochladen                         | Gebäude                                                                                     | Rosenstraße 50 (Karte)               |                 | ehemaliges Waisenhaus |    |
| weitere Bilder Fotos hochladen          | Der Falkner                                                                                 | Schlossgarten (Karte)                |                 | |    |
| Fotos hochladen                         | Gärtnerhaus                                                                                 | Schlossgarten (Karte)                |                 | |    |
| weitere Bilder Fotos hochladen          | Ruine Neideck                                                                               | Schlossgarten (Karte)                |                 | |    |
| weitere Bilder Fotos hochladen          | Neideckturm                                                                                 | Schlossgarten (Karte)                |                 | |    |
| weitere Bilder Fotos hochladen          | Neues Palais                                                                                | Schlossplatz 1 (Karte)               |                 | |    |
| weitere Bilder Fotos hochladen          | Schulgebäude                                                                                | Schlossplatz 2 (Karte)               |                 | ehemaliges Reformrealgymnasium („Fürst-Günther-Schule“) mit Direktorenvilla, 1915 |    |
| Fotos hochladen                         | Haus                                                                                        | Schlossstraße 1 (Karte)              |                 | |    |
| Fotos hochladen                         | Wohn- und Geschäftshaus (Enders)                                                            | Schlossstraße 1a (Karte)             |                 | |    |
| Direkt Bild zu diesem Denkmal hochladen | Wohn- und Geschäftshaus                                                                     | Schlossstraße 5                      |                 | Nach einem Brand 2006 zusammen mit dem Nachbargebäude Schlossstraße 3 abgerissen und durch modernen Neubau ersetzt. |    |
| Fotos hochladen                         | Haus                                                                                        | Schönbrunn 2 (Karte)                 |                 | |    |
| Fotos hochladen                         | Haus                                                                                        | Schönbrunn 4 (Karte)                 |                 | |    |
| Fotos hochladen                         | Transformatorenturm                                                                         | Schönbrunn 9 (Karte)                 |                 | |    |
| Fotos hochladen                         | Haus                                                                                        | Schönbrunn 11 (Karte)                |                 | |    |
| Fotos hochladen                         | Villa mit Einfriedung                                                                       | Schönbrunnstraße 4 (Karte)           |                 | Die „Schwanenvilla“ wurde ca. 2008 abgebrochen und sollte durch einen Neubau ersetzt werden (siehe Foto). Die Einfriedung existiert teilweise noch; früher gab es auf dem Grundstück einen Weiher. |    |
| Fotos hochladen                         | Haus                                                                                        | Schulgasse 1 (Karte)                 |                 | ehemaliges Denkmal |    |
| Fotos hochladen                         | ehemaliges Kloster                                                                          | Untergasse 1–3 (Karte)               |                 | |    |
| weitere Bilder Fotos hochladen          | Haus                                                                                        | Unterm Markt 1 (Karte)               |                 | |    |
| Fotos hochladen                         | Haus                                                                                        | Unterm Markt 2 (Karte)               |                 | |    |
| Fotos hochladen                         | Haus                                                                                        | Unterm Markt 3 (Karte)               |                 | Haus „Zum Pfau“ |    |
| Fotos hochladen                         | Haus                                                                                        | Unterm Markt 4 (Karte)               |                 | |    |
| Fotos hochladen                         | Haus                                                                                        | Unterm Markt 6 (Karte)               |                 | |    |
| weitere Bilder Fotos hochladen          | Haus                                                                                        | Unterm Markt 10 (Karte)              | 19. Jahrhundert | Haus „Zur rothen Thür“ |    |
| weitere Bilder Fotos hochladen          | Villa mit Gedenktafeln                                                                      | Vor dem Riedtor 2 (Karte)            |                 | |    |
| Fotos hochladen                         | Haus                                                                                        | Vor dem Riedtor 7 (Karte)            |                 | |    |
| Fotos hochladen                         | Wohnhaus mit Einfriedung                                                                    | Vor dem Riedtor 9 (Karte)            |                 | |    |
| weitere Bilder Fotos hochladen          | ehemalige Brauerei                                                                          | Vor dem Riedtor 11a (Karte)          |                 | mit Nebengebäuden und Schornstein |    |
| Fotos hochladen                         | Wohnhaus                                                                                    | Vor dem Riedtor 11 (Karte)           |                 | |    |
| Fotos hochladen                         | Wohnhaus                                                                                    | Vor dem Riedtor 13 (Karte)           |                 | |    |
| Fotos hochladen                         | Industriegebäude                                                                            | Wagnergasse 18 (Karte)               |                 | |    |
| Fotos hochladen                         | Haus                                                                                        | Wollmarkt 1                          |                 | 2008 abgebrannt, Neubau an gleicher Stelle mit Integration des ursprünglichen Gartenpavillons und weiterer Elemente |    |
| weitere Bilder Fotos hochladen          | Ley-Villa                                                                                   | Wollmarkt 10 (Karte)                 |                 | |    |
| weitere Bilder Fotos hochladen          | Haus                                                                                        | Wollmarkt 14 (Karte)                 | ca. 1553        | Fischtor (ehemaliges Tor der Schlossgartenmauer, umgebaut zur Wohnung des Hoffischers) |    |
| weitere Bilder Fotos hochladen          | Stadtbad                                                                                    | Wollmarkt 19 (Karte)                 | 1895            | |    |
| Fotos hochladen                         | zwei Scheunen                                                                               | Wollmarkt (Karte)                    |                 | |    |
| Fotos hochladen                         | Haus                                                                                        | Zimmerstraße 4 (Karte)               |                 | |    |
| Fotos hochladen                         | Haus                                                                                        | Zimmerstraße 5 (Karte)               |                 | ehemaliges Denkmal |    |
| Fotos hochladen                         | Haus                                                                                        | Zimmerstraße 6 (Karte)               |                 | |    |
| Fotos hochladen                         | Haus                                                                                        | Zimmerstraße 7 (Karte)               |                 | |    |
| Fotos hochladen                         | Haus                                                                                        | Zimmerstraße 8 (Karte)               |                 | |    |
| BW                                      | Stuckdecke                                                                                  | Zimmerstraße 9 (Karte)               |                 | |    |
| Fotos hochladen                         | Haus                                                                                        | Zimmerstraße 12 (Karte)              |                 | |    |
| Fotos hochladen                         | Haus (Haustür)                                                                              | Zimmerstraße 14 (Karte)              |                 | |    |
| Fotos hochladen                         | Haus                                                                                        | Zimmerstraße 16 (Karte)              |                 | |    |
| Fotos hochladen                         | Haus                                                                                        | Zimmerstraße 17 (Karte)              |                 | |    |
| Fotos hochladen                         | Haus                                                                                        | Zimmerstraße 19 (Karte)              |                 | |    |
| BW                                      | Haus                                                                                        | Zimmerstraße 20 (Karte)              |                 | |    |
| BW                                      | Haus                                                                                        | Zimmerstraße 21 (Karte)              |                 | |    |

- Park – und Gartenanlagen
  - Alter Friedhof

- Brunnen
  - Pfarrhof
  - Riedplatz
  - Zimmerstraße

- Türme und Tore
  - Riedtor
  - Neutorturm
  - Riedmauer 14: Pulverturm (Stadtbefestigung)
  - Längwitzer Mauer – Turm, (Stadtbefestigung) Erfurter Mauer, Turm, (Stadtbefestigung)

- Weitere Denkmale (unvollständig)
  - Karolinendenkmal, 1857
  - Bismarckbrunnen, 1909 von Georg Wrba
  - Denkmalensemble Altstadt, südliche Stadterweiterung

## Ortsteile
| Bild                                    | Bezeichnung                                               | Lage | Datierung       | Beschreibung                | ID |
| --------------------------------------- | --------------------------------------------------------- | --- | --------------- | --------------------------- | -- |
| weitere Bilder Fotos hochladen          | Pfarrhaus                                                 | Angelhausen-Oberndorf, Am Vorwerk 1 (Karte)                                                                |                 |                             |    |
| BW                                      | Wohnhaus & Scheune                                        | Angelhausen-Oberndorf, Angelhäuser Straße 61 (Karte)                                                       |                 | Scheune abgerissen          |    |
| BW                                      | Wohnhaus                                                  | Angelhausen-Oberndorf, Angelhäuser Straße 67 (Karte)                                                       |                 | abgerissen                  |    |
| BW                                      | Gasthaus & Kegelbahn                                      | Angelhausen-Oberndorf, Angelhäuser Straße 71 (Karte)                                                       |                 |                             |    |
| BW                                      | Gehöft                                                    | Angelhausen-Oberndorf, Angelhäuser Straße 76 (Karte)                                                       |                 | abgerissen                  |    |
| Fotos hochladen                         | Wohnhaus                                                  | Angelhausen-Oberndorf, Angelhäuser Straße 84 (Karte)                                                       |                 |                             |    |
| Direkt Bild zu diesem Denkmal hochladen | Pflasterung                                               | Angelhausen-Oberndorf, Burggasse                                                                           |                 |                             |    |
| weitere Bilder Fotos hochladen          | Kirche & Ausstattung & Inventar & Kirchhof & Grabmal      | Angelhausen-Oberndorf, Burggasse (Karte)                                                                   |                 |                             |    |
| weitere Bilder Fotos hochladen          | Gehöft                                                    | Angelhausen-Oberndorf, Burggasse 7 (Karte)                                                                 |                 |                             |    |
| Direkt Bild zu diesem Denkmal hochladen | Pflasterung & Treppe & Pumpe                              | Angelhausen-Oberndorf, Glockengasse                                                                        |                 |                             |    |
| weitere Bilder Fotos hochladen          | Kirche & Ausstattung & Inventar & Kirchhof                | Angelhausen-Oberndorf, Glockengasse 5 (Karte)                                                              |                 |                             |    |
| weitere Bilder Fotos hochladen          | Käfernburg (Burganlage, Trockengraben, Wall)              | Angelhausen-Oberndorf (Karte)                                                                              | 1100            | Bodendenkmal                |    |
| Direkt Bild zu diesem Denkmal hochladen | Hügelgrab                                                 | Angelhausen-Oberndorf                                                                                      |                 | Bodendenkmal                |    |
| Direkt Bild zu diesem Denkmal hochladen | Grabmal des Forstmeisters Steinmetz                       | Branchewinda, Friedhof                                                                                     |                 |                             |    |
| weitere Bilder Fotos hochladen          | Kirche                                                    | Branchewinda (Karte)                                                                                       |                 |                             |    |
| weitere Bilder Fotos hochladen          | Wohnstallhaus                                             | Branchewinda, In Branchewinda 10 (Karte)                                                                   |                 |                             |    |
| BW                                      | Gehöft                                                    | Branchewinda, In Branchewinda 6 (Karte)                                                                    |                 |                             |    |
| BW                                      | Gehöft                                                    | Branchewinda, In Branchewinda 24 (Karte)                                                                   |                 | gestrichen                  |    |
| Direkt Bild zu diesem Denkmal hochladen | Transformatorenturm                                       | Dannheim, Arnstädter Straße                                                                                |                 | abgerissen ohne Genehmigung |    |
| weitere Bilder Fotos hochladen          | Kirche & Ausstattung & Inventar & Kirchhof & Glockenstuhl | Dannheim, Dorfstraße (Karte)                                                                               |                 |                             |    |
| Direkt Bild zu diesem Denkmal hochladen | Tor & Portal & Inschriftstein                             | Dannheim, Dorfstraße 10                                                                                    |                 |                             |    |
| Direkt Bild zu diesem Denkmal hochladen | Wohnhaus                                                  | Dannheim, Dorfstraße 12                                                                                    |                 |                             |    |
| Direkt Bild zu diesem Denkmal hochladen | Haustür                                                   | Dannheim, Dorfstraße 18                                                                                    |                 |                             |    |
| BW                                      | Gehöft                                                    | Dannheim, In Dannheim 19 (Karte)                                                                           |                 | gestrichen                  |    |
| Fotos hochladen                         | Gehöft                                                    | Dannheim, Dorfstraße 27                                                                                    |                 |                             |    |
| Direkt Bild zu diesem Denkmal hochladen | Pfarrei                                                   | Dannheim, Dorfstraße 3                                                                                     |                 |                             |    |
| Direkt Bild zu diesem Denkmal hochladen | Gasthaus & Saalbau                                        | Dannheim, Dorfstraße 31                                                                                    |                 | gestrichen                  |    |
| Direkt Bild zu diesem Denkmal hochladen | Wohnhaus                                                  | Dannheim, Dorfstraße 39                                                                                    |                 |                             |    |
| Direkt Bild zu diesem Denkmal hochladen | Gehöftgruppe                                              | Dannheim, Dorfstraße 39 & 40 & 41 & 42 & 44                                                                |                 |                             |    |
| Direkt Bild zu diesem Denkmal hochladen | Wohnhaus                                                  | Dannheim, Dorfstraße 52                                                                                    |                 |                             |    |
| Direkt Bild zu diesem Denkmal hochladen | Scheune & Inschriftstein                                  | Dannheim, Dorfstraße 6                                                                                     |                 |                             |    |
| Fotos hochladen                         | Wohnstallhaus & Hofmauer & Portal                         | Dannheim, Dorfstraße 65                                                                                    |                 |                             |    |
| Direkt Bild zu diesem Denkmal hochladen | Gehöft                                                    | Dannheim, Dorfstraße 66                                                                                    |                 |                             |    |
| Fotos hochladen                         | Grabstein Pfarrer Stieda                                  | Dannheim, Friedhof                                                                                         |                 |                             |    |
| BW                                      | Grabkreuz                                                 | Dannheim, Friedhof (Karte)                                                                                 |                 |                             |    |
| Fotos hochladen                         | Grabkreuz J. N. Roth                                      | Dannheim, Friedhof                                                                                         |                 |                             |    |
| Direkt Bild zu diesem Denkmal hochladen | Wüstung „Braunsroda“                                      | Dannheim, Ca. 1,4 km nördlich des Ortes                                                                    |                 | Bodendenkmal                |    |
| Direkt Bild zu diesem Denkmal hochladen | Backhaus                                                  | Dosdorf, Dorfstraße                                                                                        |                 |                             |    |
| weitere Bilder Fotos hochladen          | Kirche                                                    | Dosdorf, Dorfstraße 1 (Karte)                                                                              | 13. Jahrhundert |                             |    |
| Direkt Bild zu diesem Denkmal hochladen | Gehöft                                                    | Dosdorf, Dorfstraße 12                                                                                     |                 |                             |    |
| Direkt Bild zu diesem Denkmal hochladen | Wohnhaus                                                  | Dosdorf, Dorfstraße 25                                                                                     |                 |                             |    |
| Direkt Bild zu diesem Denkmal hochladen | Gehöft                                                    | Dosdorf, Dorfstraße 56                                                                                     |                 |                             |    |
| Direkt Bild zu diesem Denkmal hochladen | Wohnhaus & Portal                                         | Dosdorf, Dorfstraße 8                                                                                      |                 |                             |    |
| BW                                      | Grabmal                                                   | Espenfeld, Friedhof (Karte)                                                                                |                 |                             |    |
| weitere Bilder Fotos hochladen          | Ehrenfriedhof für ermordete KZ-Häftlinge                  | Espenfeld, Außerhalb (Karte)                                                                               |                 |                             |    |
| Direkt Bild zu diesem Denkmal hochladen | Todesmarsch-Denkmal                                       | Espenfeld, Am Friedhof                                                                                     |                 |                             |    |
| weitere Bilder Fotos hochladen          | Kirche                                                    | Espenfeld, Dorfstraße 1 (Karte)                                                                            |                 |                             |    |
| BW                                      | Ensemble – Kirche & Friedhof & Pfarrhaus & ehem. Schule   | Espenfeld, Dorfstraße 1, 2, 3 (Karte)                                                                      |                 |                             |    |
| Direkt Bild zu diesem Denkmal hochladen | Pfarrhaus                                                 | Espenfeld, Dorfstraße 3                                                                                    |                 |                             |    |
| Direkt Bild zu diesem Denkmal hochladen | Ensemble – Gehöfte                                        | Espenfeld, Dorfstraße 36, 37                                                                               |                 |                             |    |
| Direkt Bild zu diesem Denkmal hochladen | Wohnhaus                                                  | Espenfeld, Dorfstraße 44                                                                                   |                 |                             |    |
| weitere Bilder Fotos hochladen          | Kirche                                                    | Ettischleben (Karte)                                                                                       |                 |                             |    |
| BW                                      | Gehöft                                                    | Ettischleben, 18 (Karte)                                                                                   |                 |                             |    |
| BW                                      | Gutshaus                                                  | Ettischleben, 30a (Karte)                                                                                  |                 |                             |    |
| BW                                      | Brücke                                                    | Görbitzhausen, Straße nach Branchewinda (Karte)                                                            |                 |                             |    |
| weitere Bilder Fotos hochladen          | Kirche & Ausstattung                                      | Görbitzhausen, Dorfstraße 1 (Karte)                                                                        |                 |                             |    |
| Fotos hochladen                         | Wohnhaus                                                  | Görbitzhausen, Dorfstraße 12                                                                               |                 |                             |    |
| Direkt Bild zu diesem Denkmal hochladen | Gehöftzeile                                               | Görbitzhausen, Dorfstraße 12 & 14 & 16 & 18 & 20 & 25 & 26 & 27                                            |                 |                             |    |
| Direkt Bild zu diesem Denkmal hochladen | Wohnhaus                                                  | Görbitzhausen, Dorfstraße 27                                                                               |                 |                             |    |
| Direkt Bild zu diesem Denkmal hochladen | Wohnhaus                                                  | Görbitzhausen, Dorfstraße 28                                                                               |                 |                             |    |
| BW                                      | Gehöft                                                    | Görbitzhausen, Hauptstraße 29 (Karte)                                                                      |                 |                             |    |
| Direkt Bild zu diesem Denkmal hochladen | Wüstung „Lengenfeld“                                      | Görbitzhausen, Ca. 2 km nordöstlich des Ortes                                                              |                 | Bodendenkmal                |    |
| weitere Bilder Fotos hochladen          | Kirche                                                    | Hausen, An der Wipfra 2, 99310 Wipfratal (Karte)                                                           |                 |                             |    |
| Fotos hochladen                         | Grabstätte eines Unbekannten                              | Kettmannshausen, Friedhof (Karte)                                                                          |                 |                             |    |
| weitere Bilder Fotos hochladen          | Kirche                                                    | Kettmannshausen, Lindenanger (Karte)                                                                       |                 |                             |    |
| BW                                      | Torfahrt (Romanische Spolie, Schachbrettfries)            | Kettmannshausen, Lindenanger 16 (Karte)                                                                    |                 |                             |    |
| BW                                      | Gasthaus                                                  | Marlishausen, Am Anger 1 (Karte)                                                                           |                 |                             |    |
| BW                                      | Pfarrhaus                                                 | Marlishausen, Am Anger 2 (Karte)                                                                           |                 |                             |    |
| Direkt Bild zu diesem Denkmal hochladen | Wirtschaftsgebäude & Keller & Portal & Inschrifttafel     | Marlishausen, Arnstädter Straße                                                                            |                 |                             |    |
| weitere Bilder Fotos hochladen          | Wegweiser/Ganzmeilenstein                                 | Marlishausen, Arnstädter Straße (bei Schulstraße 1a) (Karte)                                               |                 |                             |    |
| weitere Bilder Fotos hochladen          | Kirche                                                    | Marlishausen, Arnstädter Straße (Karte)                                                                    |                 |                             |    |
| Direkt Bild zu diesem Denkmal hochladen | Tanksäule                                                 | Marlishausen, Arnstädter Straße 3                                                                          |                 |                             |    |
| BW                                      | Gehöft                                                    | Marlishausen, Arnstädter Straße 4 (Karte)                                                                  |                 |                             |    |
| BW                                      | Bahnhof                                                   | Marlishausen, Bahnhofstraße (Karte)                                                                        |                 |                             |    |
| BW                                      | Gehöft                                                    | Marlishausen, Dreifuß 1 (Karte)                                                                            |                 |                             |    |
| BW                                      | Wohnhaus                                                  | Marlishausen, Dreifuß 3 (Karte)                                                                            |                 |                             |    |
| BW                                      | Gehöftgruppe                                              | Marlishausen, Dreifuß 7 & 11 & 13 (Karte)                                                                  |                 |                             |    |
| BW                                      | Tor & Portal                                              | Marlishausen, Müllerweg 6 (Karte)                                                                          |                 |                             |    |
| BW                                      | Wohnhaus & Inschrifttafel                                 | Marlishausen, Wassergasse 14 (Karte)                                                                       |                 | gestrichen                  |    |
| BW                                      | Gehöft                                                    | Marlishausen, Wassergasse 18 (Karte)                                                                       |                 |                             |    |
| weitere Bilder Fotos hochladen          | Kirche & Ausstattung & Inventar & Kirchhof                | Neuroda, Dorfstraße (Karte)                                                                                |                 |                             |    |
| BW                                      | Gehöft                                                    | Neuroda, Traßdorfer Straße 1 (Karte)                                                                       |                 |                             |    |
| Direkt Bild zu diesem Denkmal hochladen | Gehöft                                                    | Neuroda, Dorfstraße 16                                                                                     |                 |                             |    |
| BW                                      | Pfarrhaus                                                 | Neuroda, Ilmenauer Straße 22 (Karte)                                                                       |                 |                             |    |
| Direkt Bild zu diesem Denkmal hochladen | Stallgebäude                                              | Neuroda, Dorfstraße 26                                                                                     |                 | gestrichen                  |    |
| Direkt Bild zu diesem Denkmal hochladen | Wohnhaus                                                  | Neuroda, Dorfstraße 28                                                                                     |                 |                             |    |
| Direkt Bild zu diesem Denkmal hochladen | Torfahrt                                                  | Neuroda, Dorfstraße                                                                                        |                 |                             |    |
| Direkt Bild zu diesem Denkmal hochladen | Gehöftgruppe                                              | Neuroda, Dorfstraße 2 & 3 & 4 & 10 & 14 & 15 & 16 & 17 & 18 & 19 & 22 & 23 & 26 & 27 & 28 & & 29 & 30 & 36 |                 |                             |    |
| Direkt Bild zu diesem Denkmal hochladen | Steinkreuz                                                | Reinsfeld, ca. 800 m nördlich des Ortes am Wege zur Haselkoppe                                             |                 | Bodendenkmal                |    |
| Direkt Bild zu diesem Denkmal hochladen | Brücke                                                    | Reinsfeld                                                                                                  |                 |                             |    |
| Fotos hochladen                         | Gemeinschaftsgrab für sechs KZ-Häftlinge                  | Reinsfeld, Friedhof (Karte)                                                                                |                 |                             |    |
| Direkt Bild zu diesem Denkmal hochladen | Wegweiser                                                 | Reinsfeld, an der Straße nach Schmerfeld                                                                   |                 |                             |    |
| BW                                      | Gehöft                                                    | Reinsfeld, In Reinsfeld 31 (Karte)                                                                         |                 |                             |    |
| BW                                      | Gehöft                                                    | Reinsfeld, In Reinsfeld 49 (Karte)                                                                         |                 |                             |    |
| weitere Bilder Fotos hochladen          | Kirche                                                    | Reinsfeld, In Reinsfeld 1 (Karte)                                                                          |                 |                             |    |
| Direkt Bild zu diesem Denkmal hochladen | Kirchhof & Pfarrei & Schule                               | Reinsfeld, In Reinsfeld                                                                                    |                 |                             |    |
| Direkt Bild zu diesem Denkmal hochladen | Sockelbereich & Inschrifttafel                            | Reinsfeld, In Reinsfeld 90                                                                                 |                 |                             |    |
| BW                                      | Gehöft                                                    | Reinsfeld, In Reinsfeld 28 (Karte)                                                                         |                 |                             |    |
| BW                                      | Gehöft                                                    | Reinsfeld, In Reinsfeld 13 (Karte)                                                                         |                 |                             |    |
| BW                                      | Gehöft                                                    | Reinsfeld, In Reinsfeld 27,29 (Karte)                                                                      |                 |                             |    |
| Direkt Bild zu diesem Denkmal hochladen | Reinsburg                                                 | Reinsfeld, Ca. 1,2 km südwestlich, auf dem Reinsberg                                                       |                 | Bodendenkmal                |    |
| weitere Bilder Fotos hochladen          | Kirche & Innenausstattung                                 | Roda, Dorfstraße (Karte)                                                                                   |                 |                             |    |
| Direkt Bild zu diesem Denkmal hochladen | Dorfbrunnen                                               | Roda, Dorfstraße                                                                                           |                 |                             |    |
| weitere Bilder Fotos hochladen          | Kirche                                                    | Rudisleben (Karte)                                                                                         | 1732            |                             |    |
| Fotos hochladen                         | Wohnhaus & Tor                                            | Rudisleben, Hauptstraße 22 (Karte)                                                                         |                 |                             |    |
| weitere Bilder Fotos hochladen          | Kirche                                                    | Schmerfeld (Karte)                                                                                         |                 |                             |    |
| BW                                      | Wohnstallhaus                                             | Schmerfeld, Dorfstraße 9 (Karte)                                                                           |                 |                             |    |
| BW                                      | Gehöft                                                    | Schmerfeld, Dorfstraße 10 (Karte)                                                                          |                 |                             |    |
| Fotos hochladen                         | Todesmarsch-Denkmal                                       | Siegelbach, Dorfstraße                                                                                     |                 |                             |    |
| weitere Bilder Fotos hochladen          | Kirche & Kirchhofmauer                                    | Siegelbach, Dorfstraße (Karte)                                                                             |                 |                             |    |
| Direkt Bild zu diesem Denkmal hochladen | Gehöft                                                    | Siegelbach, Dorfstraße 10                                                                                  |                 | gestrichen                  |    |
| Direkt Bild zu diesem Denkmal hochladen | Gehöft                                                    | Siegelbach, Dorfstraße 2                                                                                   |                 |                             |    |
| Direkt Bild zu diesem Denkmal hochladen | Ensemble Dorfkern                                         | Siegelbach, Dorfstraße 2 & 3 & 77 & 78                                                                     |                 |                             |    |
| Direkt Bild zu diesem Denkmal hochladen | Walzmühle & Wohn- und Nebengebäude                        | Siegelbach, Dorfstraße 49 & 49a & 49b                                                                      |                 |                             |    |
| weitere Bilder Fotos hochladen          | Kirche & Mauer                                            | Wipfra (Karte)                                                                                             |                 |                             |    |
| Direkt Bild zu diesem Denkmal hochladen | Steinkreuz                                                | Wipfra, Kirchhofsmauer                                                                                     |                 | Bodendenkmal                |    |
| Direkt Bild zu diesem Denkmal hochladen | Wohnhaus                                                  | Wipfra, 26                                                                                                 |                 |                             |    |
| Direkt Bild zu diesem Denkmal hochladen | Wohnhaus                                                  | Wipfra, 27                                                                                                 |                 |                             |    |
| Direkt Bild zu diesem Denkmal hochladen | Gehöft                                                    | Wipfra, 35 & 43                                                                                            |                 |                             |    |
| Direkt Bild zu diesem Denkmal hochladen | Wasserburg                                                | Wipfra, Am westlichen Ortsrand                                                                             |                 | Bodendenkmal                |    |